# Судан на Светском првенству у атлетици на отвореном 2013.
Судан је учествовао на Светском првенству у атлетици на отвореном 2013. одржаном у Москви од 10. до 18. августа четрнаести пут, односно учествовао је на свим првенствима до данас. Репрезентацију Судана  представљао је један атлетичар који се такмичио у скоку увис.,
На овом првенству представник Судана није освојио медаљу, нити је постигао неки рекорд.

## Резултати

### Мушкарци
| Атлетичар              | Дисциплина | Лични рекорд | Квалификације | Квалификације | Финале               | Финале        | Детаљи |
| Атлетичар              | Дисциплина | Лични рекорд | Резултат      | Место         | Резултат             | Место         | Детаљи |
| ---------------------- | ---------- | ------------ | ------------- | ------------- | -------------------- | ------------- | ------ |
| Ali Mohd Younes Idriss | скок увис  | 2,25 НР      | 2,17          | 14. у гр. Б   | Није се квалификовао | =25 / 32 (34) |        |